# Jan Breuer
Jan Breuer (Brajer vel Brejer), herbu własnego Bertemilian (ur. w  1841 we Lwowie, zm. po 1914) – inżynier, ziemianin, działacz gospodarczy i społeczny.

## Życiorys
Syn Józefa Breuera (1808-1877), nobilitowanego 27 października 1873 przez Franciszka Józefa oraz Apolonii Joanny z domu Tränkel. Miał rodzeństwo: siostrę Bertę (ur. 1850), właścicielkę dóbr Załuże, w powiecie gródeckim i żonę Grzegorza Ziembickiego oraz brata Emila.
Ukończył szkołę realną we Lwowie (1856) i Akademię Techniczną we Lwowie (1860). Następnie słuchacz politechniki w Wiedniu. Ukończył z odznaczeniem szkołę rolniczą w Altenburgu, po czym odbył podróż studialną za granicę.
Ziemianin, właściciel dóbr Malczyce oraz Suchowola, w powiecie gródeckim. Członek komisji szacunkowej podatku katastralnego nr 1 we Lwowie (1869). Członek powiatowej komisji szacunkowej podatku gruntowego w Gródku Jagiellońskim (1871-1877). Członek Rady Powiatu w Gródku Jagiellońskim (1874-1877). Członek Krajowej Komisji dla spraw rolniczych we Lwowie (1892-1902).
Od 1868 członek a potem członek oddziału rudecko-gródeckiego (1870-1897) a potem oddziału lwowskiego (1898-1905) Galicyjskiego Towarzystwa Gospodarskiego. Działacz i członek jego Komitetu (28 czerwca 1870 – 30 czerwca 1871, 14 czerwca 1882 – 18 czerwca 1903). Detaksator (1872-1903) i prezes (1904-1914) Wydziału w Gródku Jagiellońskim Galicyjskiego Towarzystwa Kredytowego Ziemskiego. Członek dyrekcji (1890-1901) potem Wydziału (1902) Galicyjskiej Kasy Oszczędnościowej. Członek rady nadzorczej Banku Melioracyjnego we Lwowie (1907). Delegat na zgromadzenia ogólne (1898-1904, 1907) i członek rady nadzorczej (1896-1914) Towarzystwa Wzajemnych Ubezpieczeń w Krakowie. Dyrektor Galicyjskiego Towarzystwa Handlowego, cenzor Banku Krajowego.
Członek Wydziału (zarządu) Krajowego Stowarzyszenia Czerwonego Krzyża mężczyzn i dam dla Galicji (1892-1910). Członek Wydziału (zarządu) Galicyjskiego Towarzystwa Muzycznego we Lwowie (1896, 1899-1901).
Autor artykułów dot. tematyki rolnej w gazetach krajowych i zagranicznych. Został odznaczony Krzyżem Kawalerskim Orderu Franciszka Józefa.